# Troyden Prinsloo
Hercules Troyden Prinsloo (nacido el 16 de septiembre de 1985) es un nadador sudafricano de estilo libre, que ganó un total de tres medallas de oro en los Juegos Panafricanos de 2007. Previamente había ganado una medalla de plata en la prueba de los 800 m estilo libre en el Campeonato Pan-Pacífico de Natación de 2006, y ocupó el tercer lugar en los Juegos de la Mancomunidad de 2006 en los 1500 m estilo libre. También fue uno de los representantes de Sudáfrica en los Juegos Olímpicos de Pekín 2008.